# Кантрі-Клаб-Естейтс (Джорджія)
Кантрі-Клаб-Естейтс (англ. Country Club Estates) — переписна місцевість (CDP) в США, в окрузі Глінн штату Джорджія. Населення — 8373 особи (2020).

## Географія
Кантрі-Клаб-Естейтс розташоване за координатами 31°12′25″ пн. ш. 81°27′46″ зх. д. / 31.20694° пн. ш. 81.46278° зх. д. (31.207058, -81.462710).  За даними Бюро перепису населення США в 2010 році переписна місцевість мала площу 12,30 км², з яких 12,02 км² — суходіл та 0,27 км² — водойми.

## Демографія
Згідно з переписом 2010 року, у переписній місцевості мешкало 8545 осіб у 3424 домогосподарствах у складі 2158 родин. Густота населення становила 695 осіб/км².  Було 3909 помешкань (318/км²).
Расовий склад населення:
| - 46,6 % — чорних або афроамериканців - 45,1 % — білих - 1,7 % — азіатів - 0,6 % — вихідців з тихоокеанських островів - 0,3 % — корінних американців - 3,6 % — осіб інших рас |

До двох чи більше рас належало 2,1 %. Частка іспаномовних становила 7,6 % від усіх жителів.
За віковим діапазоном населення розподілялося таким чином: 26,5 % — особи молодші 18 років, 61,6 % — особи у віці 18—64 років, 11,9 % — особи у віці 65 років та старші. Медіана віку мешканця становила 33,7 року. На 100 осіб жіночої статі у переписній місцевості припадало 88,1 чоловіків;  на 100 жінок у віці від 18 років та старших — 84,2 чоловіків також старших 18 років.
Середній дохід на одне домашнє господарство  становив 50 793 долари США (медіана — 34 471), а середній дохід на одну сім'ю — 60 886 доларів (медіана — 48 487). Медіана доходів становила 29 435 доларів для чоловіків та 28 592 долари для жінок. За межею бідності перебувало 25,1 % осіб, у тому числі 43,4 % дітей у віці до 18 років та 9,4 % осіб у віці 65 років та старших.
Цивільне працевлаштоване населення становило 3934 особи. Основні галузі зайнятості: освіта, охорона здоров'я та соціальна допомога — 21,0 %, роздрібна торгівля — 19,2 %, мистецтво, розваги та відпочинок — 18,5 %.